# Sōta Miura
Sōta Miura (japanisch 三浦 颯太 Miura Sōta; * 7. September 2000 in der Präfektur Tokio) ist ein japanischer Fußballspieler.

## Karriere
Sōta Miura erlernte das Fußballspielen in der Schulmannschaft der privaten Teikyō-Oberschule (Teikyō kōtō-gakkō, engl. Teikyo High School) in Itabashi sowie in der Universitätsmannschaft der Nippon Taiiku Daigaku („Japanische Sportuniversität“, engl. „Nippon Sport Science University“) in Setagaya. Seit Juni 2021 ist er von der Universität an Ventforet Kofu ausgeliehen. Der Verein aus Kōfu spielt in der zweiten japanischen Liga, der J2 League. Sein Zweitligadebüt gab Sota Miura am 20. Februar 2022 (1. Spieltag) im Auswärtsspiel gegen Fagiano Okayama. Hier wurde er in der 72. Minute für Riku Nozawa eingewechselt. Fagiano gewann das Spiel 4:1. Für den Verein absolvierte er fünf Zweitligaspiele. Nach Ausleihe wurde Miura im Februar 2023 fest von Ventforet unter Vertrag genommen. In der Saison 2023 absolvierte er 21 Ligaspiele. Im Januar 2024 unterschrieb er einen Vertrag beim Erstligisten Kawasaki Frontale. Am 17. Februar 2024 gewann der mit Frontale den Supercup. Das Spiel gegen den Meister Vissel Kōbe wurde mit 1:0 gewonnen. Am 3. Mai 2025 stand er mit Frontale im Finale der AFC Champions League Elite. Hier musste man sich jedoch dem saudi-arabischen Vertreter al-Ahli mit 2:0 geschlagen geben.

## Erfolge
Kawasaki Frontale
- Japanischer Supercup-Sieger: 2024
- AFC Champions League Elite-Finalist: 2024/25